# Пунта-Хандия (маяк)
Маяк Пунта-Хандия (исп. Faro de Punta Jandía) — действующий маяк на канарском острове Фуэртевентура.  Название происходит от его расположения на мысе Хандия, оконечности полуострова Хандия в юго-западной части острова.

## История
Построенный в 1864 году, это один из старейших маяков на Канарах. В том же году был открыт маяк Пунта-де-Анага на Тенерифе.
Маяк построен в том же стиле, что и другие канарские маяки XIX века. Он представляет собой побеленный одноэтажный дом с каменной кладкой из тёмной вулканической породы. К стене дома, обращённой к Атлантическому океану, пристроена 19-метровая каменная башня.
При фокусной высоте 33 метра над уровнем моря свет маяка виден на расстоянии 22 морских миль. Характеристика огня — проблесковый белого цвета с интервалом четыре секунды.
Интерьер дома смотрителя преобразован в центр природного заповедника Хандия. В доме присутствуют пять комнат разного цвета, каждая из которых отображает информацию об определенном аспекте заповедника, таком как его вулканическая геология, растительность, животные и морская жизнь, которая также включает информацию о маяке.
Маяк находится в ведении администрации порта Лас-Пальмас. Он зарегистрирован под международным номером Адмиралтейства D2790 и имеет идентификатор NGA 113–24024.
Иногда маяк Пунта-Хандия путают с маяком Морро-Хабле, который также находится на полуострове Хандия, но в 22 километрах к востоку, недалеко от города Морро-Хабле.